# 托马什·维伦热克
托马什·维伦热克（波蘭語：Tomasz Wylenżek，1983年1月9日—），波兰、德国男子皮划艇运动员。他曾代表德国参加2004年和2008年夏季奥林匹克运动会皮划艇比赛，获得一枚金牌、一枚银牌和一枚铜牌。